# Alfonso Longo
Alfonso Giovanni Andrea Longo (Pescate, 18 ottobre 1738 – 1804) fu un abate e intellettuale illuminista lombardo.

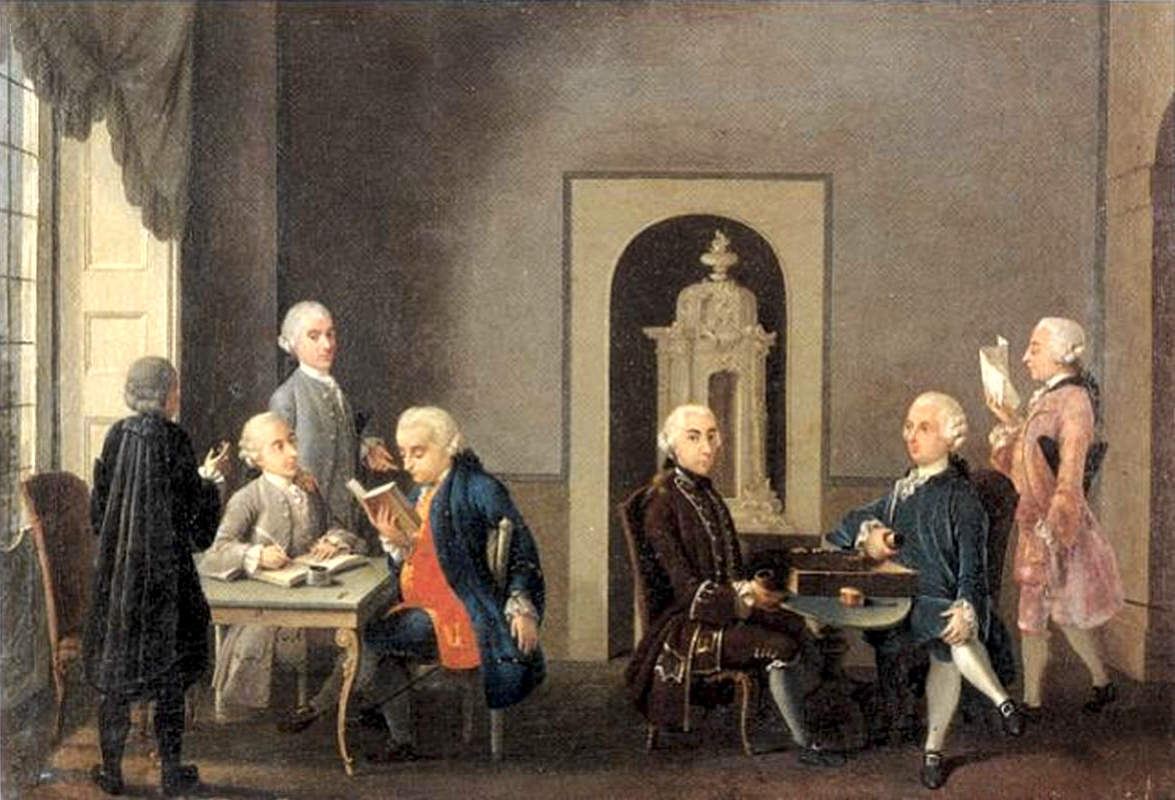

Figlio del marchese Antonio e di donna Caterina Ghislanzoni, venne battezzato nella Chiesa collegiata di San Nicolò a Lecco. Il bisavolo di Alfonso, Carlo Francesco Longhi, confeudatario di Manforte, sposò Caterina Cavazzi della Somaglia, unica figlia del conte milanese Carlo Gerolamo. Da questa unione nacquero otto figli: tra questi Antonio, padre di Alfonso.
Alfonso, unico figlio maschio, divenne abate per obbligo familiare, poiché pur appartenendo alla piccola nobiltà, le condizioni del casato Longo intorno al 1750 erano di reale indigenza. Altre tre sorelle furono indirizzate al convento.
L'abate lecchese rientrò a Milano nel 1763 per entrare a far parte della cosiddetta Accademia dei Pugni, fondata due anni prima dall'amico Pietro Verri, suo fratello Alessandro, Cesare Beccaria, Pietro Francesco Secco Comneno, Giambattista Biffi e Luigi Stefano Lambertenghi. Tale istituzione culturale, alla quale parteciparono molti degli intellettuali illuministi lombardi dell'epoca, costituì l'iniziale nucleo redazionale del foglio periodico Il Caffè, destinato a diventare il punto di riferimento del riformismo illuministico italiano.
Il Supremo Consiglio dell'Economia di Milano, presieduto da Gian Rinaldo Carli (altro collaboratore del Caffè), assegnò nel 1769 all'abate Longo la cattedra di Diritto pubblico e particolare ecclesiastico nelle Scuole Palatine. Nel 1773 egli subentrò a Cesare Beccaria alla cattedra di economia pubblica e commercio.
All'arrivo di Napoleone, nel 1796, Longo prende parte, con i compagni di gioventù Pietro Verri e Luigi Stefano Lambertenghi, alla fondazione della Repubblica Cisalpina (1797), culla del tricolore italiano, di cui fu nominato deputato. Dal 1798 e fino all'arrivo degli austro-russi partecipò con il poeta Giuseppe Parini e il matematico-poeta Lorenzo Mascheroni alla Commissione per l'organizzazione dei Teatri Nazionali.